# 丛武
丛武（1967年7月—），男，中华人民共和国外交官，现任中华人民共和国驻汉堡总领事。

## 生平
丛武毕业于外交学院。1991年，进入中华人民共和国外交部工作，先后在外交部新闻司、驻丹麦大使馆、驻纽约总领事馆任职。2003年，任内蒙古自治区外事办公室副处长。2004年，任外交部新闻司一等秘书兼外国记者新闻中心副主任。2008年，升任驻瓦努阿图大使馆参赞、首席馆员。2011年，任外交部新闻司参赞。2017年，任外交部驻马绍尔群岛留守组组长。2022年10月，出任中华人民共和国驻汉堡总领事。